# Plodnost (biologie)

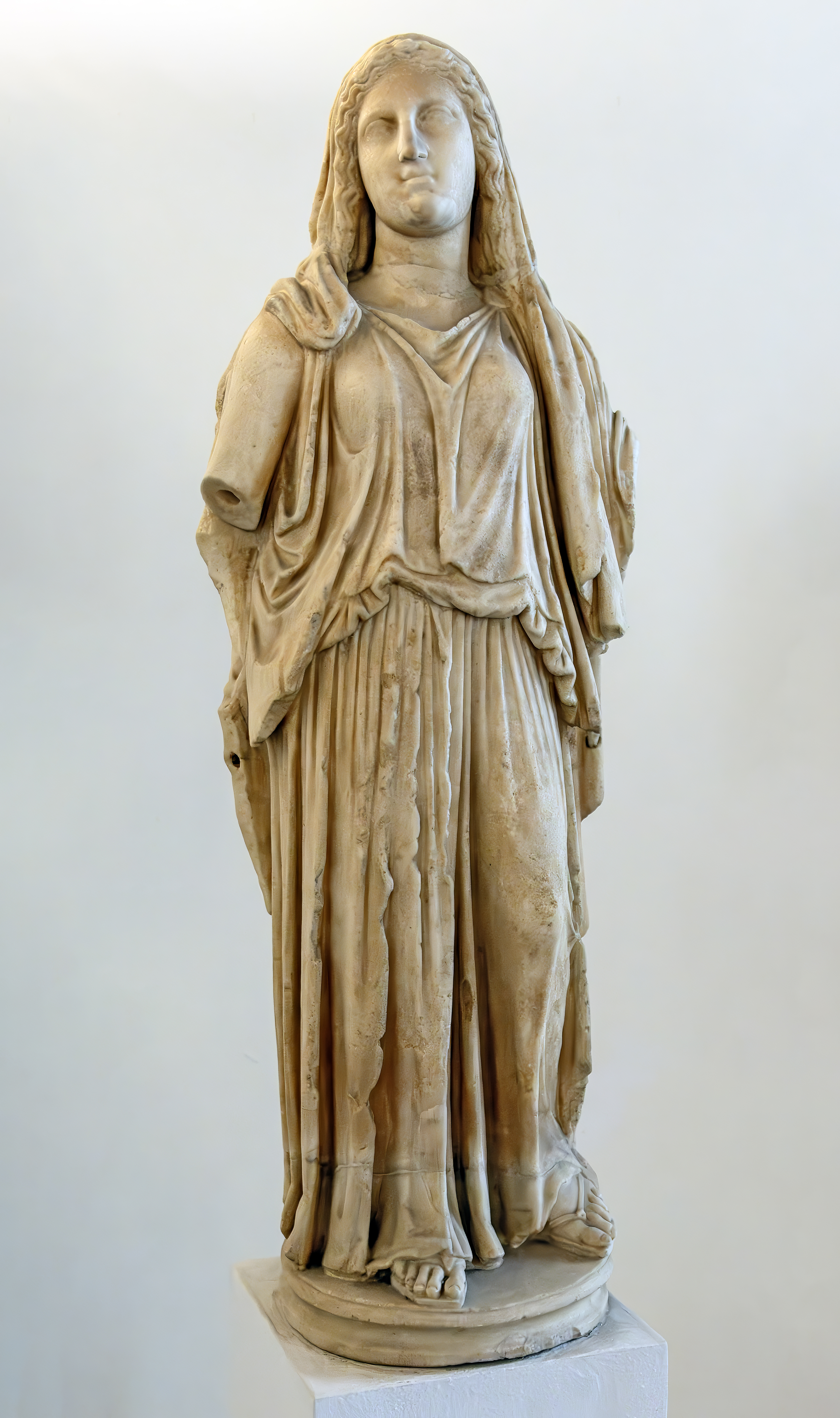
Démétér, řecká bohyně plodnosti

Biologický pojem plodnost označuje schopnost generativního rozmnožování daného organismu, jak u rostlin tak u živočichů. V případě kulturních rostlin se často používá pro schopnost přinášet úrodu.

## V zootechnice
Plodnost je v zootechnice dle definice u samců „schopnost produkce kvalitního ejakulátu a jeho přenos do pohlavních ústrojí samice“, u samic pak „schopnost pravidelné reprodukce tj. pravidelným pohlavním cyklem, zabřeznutím a porozením zdravého mláděte“.

## Plodnost u lidí
Plodnost označuje schopnost lidí počít a (v případě žen) porodit dítě.
Jako plodná (resp. fertilní) se označuje žena schopná přirozeným způsobem počít a porodit životaschopné dítě. Neplodné ženy pak lze rozdělit na ty, u nichž lze neplodnost obejít pomocí lékařského zákroku, a ty u nichž není možné dosáhnout otěhotnění a porodu ani tímto způsobem.
Jako plodný se označuje muž, který je schopen přirozeným způsobem počít se zdravou ženou dítě. I muže lze rozdělit na ty, u nichž lze neplodnost obejít lékařským zákrokem (např. umělým oplodněním), a na muže, kteří jsou naprosto neplodní.

### Plodnost žen zásadně ovlivňuje jejich věk
Věk je základním faktorem, který ovlivňuje schopnost žen otěhotnět. U žen je s rostoucím věkem stále méně pravděpodobné, že otěhotní a více pravděpodobné, že pokud otěhotní, potratí. Je to tím, že se kvalita vajíček zhoršuje, jak klesá jejich zásoba. Proto je věk ženy nejpřesnějším ukazatelem pro určení kvality vajíček. Ženy po dosažení třicítky mají větší riziko předčasného porodu, ve větší míře jim hrozí narození mrtvého dítěte a i toho, že dítě bude mít vrozené vývojové vady. Nejvyšší biologická plodnost žen a také optimální věk pro otěhotnění je přibližně mezi 20. a 25. rokem. Po 25. roce věku začíná obvykle plodnost žen klesat a po třicítce už plodnost žen klesá prudce. Po pětatřiceti letech šance na otěhotnění klesá rapidně, těhotenství sice stále není nemožné, ale pravděpodobnost otěhotnění přirozenou cestou je velmi nízká. Většina žen není schopná otěhotnět a donosit zdravé těhotenství už po 40. roce svého věku.

### Snižování plodnosti mužů
Postupem 20. století dochází minimálně v moderních zemích k poklesu plodnosti mužů, způsobenému primárně poklesem množství zdravých spermií (a spermií vůbec) v ejakulátu. Daný jev není ještě řádně prozkoumán, předpokládá se, že primárním důvodem bude působení různých nepřirozených chemických látek, které se dostávají (nebo jsou cíleně přidávány) do potravy.

#### Škodlivé látky
Faktem je, že účinek v podobě snížení plodnosti bývá postupně objevován u některých látek, kde nebyl očekáván, a že látky, o nichž se nepředpokládalo, že by se mohly dostat do potravy, se v ní přesto objevují. Příkladem chemických látek, které snižují plodnost a nedopatřením se dostaly do potravy, mohou být například dnes již zakázané polychlorované bifenyly. Některé další látky a prvky, u nichž je známo, že snižují plodnost, jsou: olovo, alkohol (v nadměrném množství), viagra (pravděpodobně, výzkum ještě není ukončen).

#### Zvýšená teplota
Plodnost mužů může být též snižována v důsledku dlouhodobého zahřívání varlat, např. při nevhodném oděvu (těsné spodky) nebo častém užívání přenosného počítače položeného na klíně. Příznivě nepůsobí ani sedavé zaměstnání, ohrožení jsou zejména řidiči.